# مت تارگت (بازیکن فوتبال)
متیو رابرت تارگت (انگلیسی: Matthew Robert Targett؛ زادهٔ ۱۸ سپتامبر ۱۹۹۵) بازیکن فوتبال اهل انگلستان است.
از باشگاه‌هایی که در آن بازی کرده‌است می‌توان به ساوت‌همپتون، فولام و استون ویلا اشاره کرد.